# António Martins da Cruz
António Manuel de Mendonça Martins da Cruz GOC • ComIH • GCM (Lisboa, 28 de dezembro de 1946) é um diplomata e político português.

## Biografia
Tem ascendência no concelho de Penamacor, sendo filho do advogado António Martins da Cruz. Estudou no Colégio de São João de Brito, após o que ingressou na Faculdade de Direito da Universidade de Lisboa. Também praticou rugby durante a juventude.
Concluída a licenciatura em Direito — que viria a complementar com formação na Universidade de Genebra, no domínio dos Estudos Europeus e do Direito Comunitário —, Martins da Cruz foi admitido na carreira diplomática, no ano de 1972. Inicialmente colocado no Departamento das Organizações Económicas Internacionais, passou em seguida por legações de vários países (Moçambique, Egito, Brasil), até que em 1984 foi nomeado diretor do Departamento de Integração Europeia do Ministério dos Negócios Estrangeiros.
Contudo, deixou o cargo logo no ano seguinte para exercer durante dez anos consecutivos, a função de assessor diplomático do primeiro-ministro Aníbal Cavaco Silva. Foi condecorado por diversos Chefes de Estado de diferentes países.
Em 1995, com o fim do governo de Cavaco Silva, foi nomeado embaixador de Portugal na NATO; neste período participou na negociação de instrumentos de direito internacional em organismos como a Comissão dos Direitos do Homem, Conferência Internacional do Trabalho, Conselho de Administração da OIT e Conselho Económico e Social das Nações Unidas, de que foi vice-presidente. Depois foi exercer função homóloga na UEO. Os últimos cargos que desempenhou como diplomata foi o de embaixador de Portugal em Bruxelas e em Madrid. Manteve-se em funções na capital espanhola até 2002, quando José Durão Barroso o convidou a integrar o XV Governo Constitucional.
De abril de 2002 até outubro de 2003, foi ministro dos Negócios Estrangeiros e das Comunidades Portuguesas do governo liderado por José Manuel Durão Barroso. Pediu a demissão do cargo devido à denúncia, efetuada por alunos candidatos ao ensino superior, de uma alegada tentativa de favorecimento da filha de Martins da Cruz no acesso ao curso de Medicina da Faculdade de Ciências Médicas da Universidade Nova de Lisboa, tendo por isso causado também a demissão do ministro do Ensino Superior, Pedro Lynce, que deferiu o pedido da filha de Martins da Cruz para entrar no curso de Medicina por via do contingente de acesso reservado aos funcionários portugueses em missão diplomática no estrangeiro e seus familiares, desde que tivessem frequentado o ensino secundário num país estrangeiro. Martins da Cruz, embora fosse diplomata de carreira, estava naquele momento a exercer funções de ministro, o que tornava alegadamente inaplicável aquele contingente à sua filha. Quatro dias depois, o próprio Martins da Cruz apresentou a demissão, apesar de ter anunciado que a filha iria afinal estudar no estrangeiro, o que não foi suficiente para baixar a pressão mediática e da opinião pública sobre o governo de Durão Barroso.
Em 2017, sob indicação da Comissão Nacional Eleitoral de Angola, integrou a missão internacional de observadores às eleições gerais que tiveram lugar em 23 de agosto desse ano.
Em 2019, filiou-se no partido Aliança, desfiliando-se em 2020.
Desde 2022, é presidente da Oeiras Valley Investment Agency, uma entidade de captação de investimento para o município de Oeiras.

### Condecorações[3][9]
- Comendador da Ordem Real da Estrela Polar da Suécia (9 de Fevereiro de 1987)
- Comendador da Ordem do Infante D. Henrique de Portugal (2 de Junho de 1987)
- Grande-Oficial da Ordem do Libertador da Venezuela (18 de Novembro de 1987)
- Comendador da Ordem Nacional do Mérito do Equador (19 de Janeiro de 1990)
- Comendador da Ordem Nacional do Mérito de França (7 de Maio de 1990)
- Comendador da Ordem de Honra da Grécia (15 de Novembro de 1990)
- Comendador da Ordem de Macários de Chipre (20 de Dezembro de 1990)
- Comendador da Ordem Pro Merito Melitensi da Ordem Soberana e Militar Hospitalária de São João de Jerusalém, de Rodes e de Malta (25 de Janeiro de 1991)
- Grande-Oficial da Ordem do Mérito do Luxemburgo (25 de Janeiro de 1991)
- Grã-Cruz da Ordem do Mérito do Luxemburgo (25 de Janeiro de 1991)
- Grande-Oficial da Ordem Nacional do Cruzeiro do Sul do Brasil (25 de Janeiro de 1991)
- Grande-Oficial da Ordem da Rosa Branca da Finlândia (12 de Março de 1991)
- Grande-Oficial da Ordem de Orange-Nassau da Holanda (25 de Março de 1992)
- Grande-Oficial da Ordem de Bernardo O'Higgins do Chile (5 de Março de 1993)
- Senhor Comendador da Real Ordem de Isabel a Católica de Espanha (8 de Setembro de 1993)
- Grande-Oficial da Ordem da República da Tunísia (26 de Outubro de 1993)
- Grã-Cruz da Ordem do Mérito de Portugal (20 de Dezembro de 1994)
- Grande-Oficial da Ordem Militar de Cristo de Portugal (22 de Dezembro de 1994)
- Grande-Oficial da Ordem de Ouissam Alaoui de Marrocos (13 de Fevereiro de 1995)
- Excelentíssimo Senhor Grã-Cruz da Real Ordem de Isabel a Católica de Espanha (26 de Setembro de 2000)
- Excelentíssimo Senhor Grã-Cruz da Ordem do Mérito Civil de Espanha (4 de Dezembro de 2000)
- Grã-Cruz da Ordem do Mérito da República da Hungria (1 de Outubro de 2002)
- Grã-Cruz da Ordem de Stara Planina da Bulgária (15 de Outubro de 2002)
- Grã-Cruz da Ordem do Libertador San Martín da Argentina (18 de Junho de 2003)
- Grã-Cruz da Ordem Nacional do Cruzeiro do Sul do Brasil (16 de Setembro de 2003)

## Funções governamentais exercidas
- XV Governo Constitucional
  - Ministro dos Negócios Estrangeiros e das Comunidades Portuguesas